# Rapolțel, Hunedoara
Rapolțel este un sat în comuna Rapoltu Mare din județul Hunedoara, Transilvania, România.

## Imagini

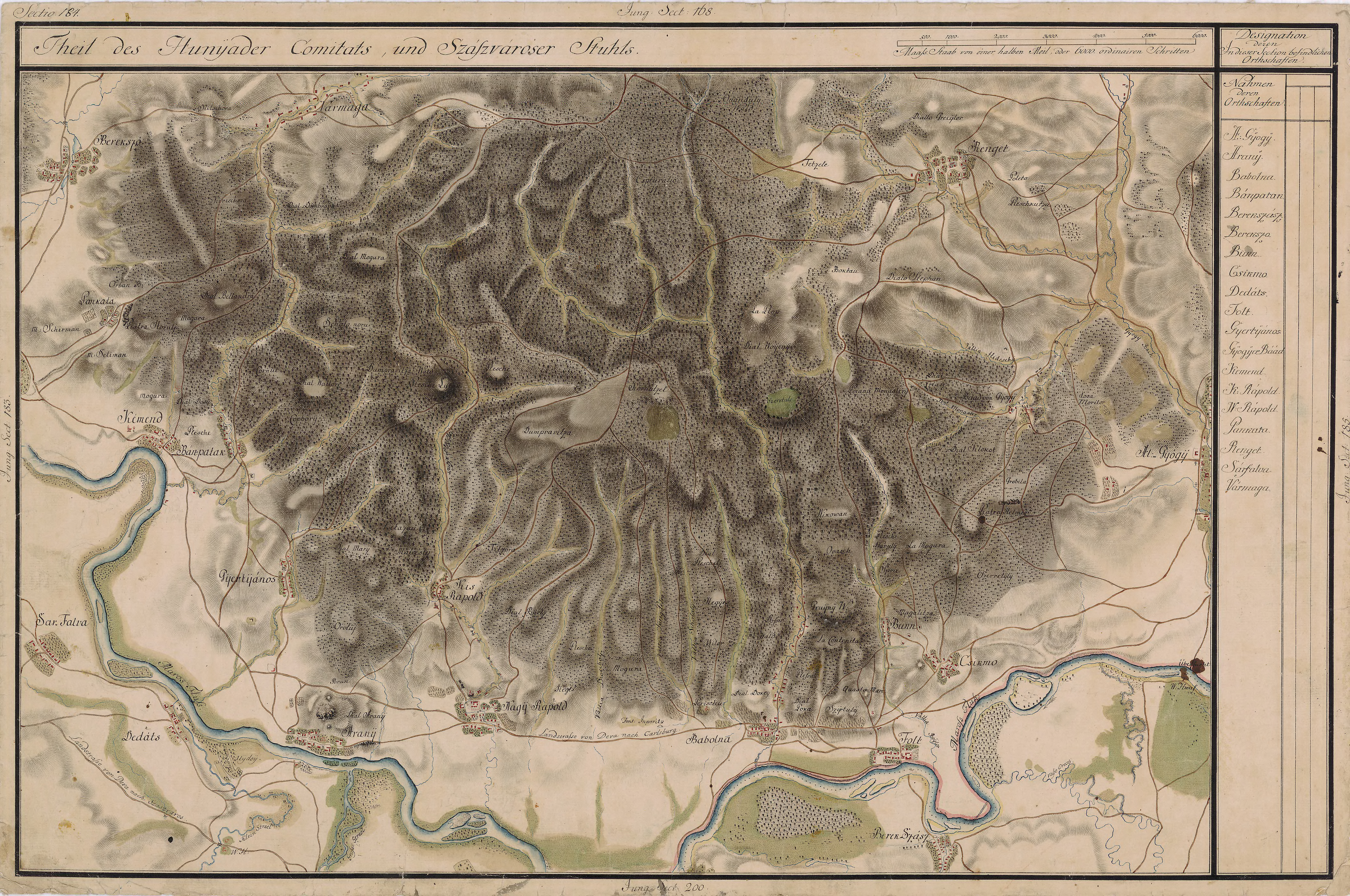
Rapolțel în Harta Iosefină a Transilvaniei, 1769-1773